# Kadomtsev-Petviashvili-Gleichung

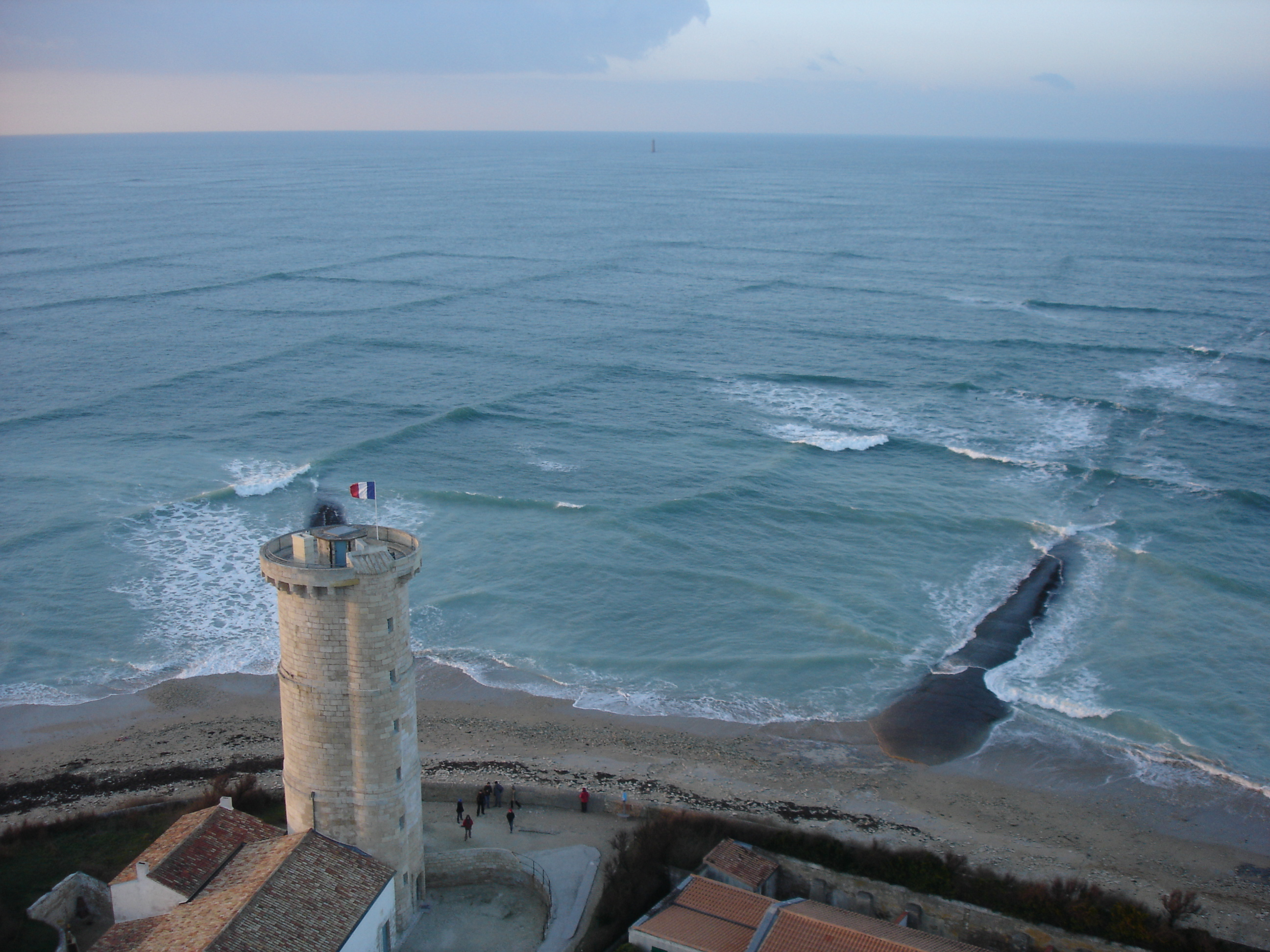
Blick über den Leuchtturm der Ile de Ré auf den Atlantik mit einem Wellenmuster ähnlich der Solitonenlösungen der KP-Gleichung

Die Kadomtsev-Petviashvili-Gleichung (KP-Gleichung) ist eine nichtlineare partielle Differentialgleichung in zwei Raum- und einer Zeitdimension, die 1970 von Boris Borissowitsch Kadomzew und Wladimir Iossifowitsch Petwiaschwili in der Plasmaphysik aufgestellt wurde. Sie hat Solitonenlösungen ähnlich wie die Korteweg-de-Vries-Gleichung (KdV) in einer Raumdimension. Die Gleichung ist wie die KdV-Gleichung exakt lösbar.

## Beschreibung
Die Kadomtsev-Petviashvili-Gleichung hat die Form:
{\displaystyle \partial _{x}(\partial _{t}u+6u\partial _{x}u+\partial _{xxx}u)+3\lambda \partial _{yy}u=0}
Der Ausdruck in den Klammern entspricht der KdV-Gleichung.
- Ist der Parameter {\displaystyle \lambda =-1}, so spricht man von einer KP-Gleichung vom Typ 1 (KPI); behandelt z. B. Wasserwellen mit hoher Oberflächenspannung.
- Ist der Parameter {\displaystyle \lambda =1}, so spricht man von einer KP-Gleichung vom Typ 2 (KPII); behandelt z. B. Wasserwellen mit geringer Oberflächenspannung.

Die Solitonenlösungen zeigen in den beiden Fällen unterschiedliches Verhalten.
Ursprünglich beschrieben Kadomzew und Petwiaschwili mit der Kadomtsev-Petviashvili-Gleichung akustische Wellen im Plasma mit kleiner Amplitude und großer Wellenlänge, die transversalen Störungen ausgesetzt waren (d. h. Störungen in y-Richtung, senkrecht zur Ausbreitungsrichtung in x-Richtung). Ohne transversale Störungen wurde die Dynamik durch die Korteweg-de-Vries-Gleichung beschrieben. Die Autoren zeigten, dass die KdV-Gleichung stabil unter kleinen transversalen Störungen war, solange das Medium negative Dispersion hatte (Abnahme der Phasengeschwindigkeit mit der Wellenzahl für kleine Störungen); dies war der Fall der KPII-(d. h. Typ 2-)Gleichung. Die Typ 1-Gleichung KPI dagegen entsprach dem Fall positiver Dispersion und zeigte Instabilität der KdV-Solitonen.

## Anwendungen
Mark J. Ablowitz und Harvey Segur beschrieben mit der Kadomtsev-Petviashvili-Gleichung später Wasserwellen und fanden Anwendungen in der nichtlinearen Optik, im Ferromagnetismus, bei Bose-Einstein-Kondensaten und in der Stringtheorie. Im Fall von Typ 2-KP-Solitonen ergeben sich Multisolitonenlösungen in Form von Liniensolitonen, die sich in zwei Dimensionen kreuzen (vgl. Abb.).
Eine überraschende Anwendung fand die KP-Gleichung in der algebraischen Geometrie und komplexen Analysis, als Takahiro Shiota damit 1986 die Lösung des Schottky-Problems gelang. Dabei geht es um die Charakterisierung der komplexen Tori, die Jacobi-Varietäten algebraischer Kurven sind. 1976 hatte Igor Kritschewer gezeigt, dass Riemannsche Thetafunktionen zu Jacobi-Varietäten, als Tau-Funktionen {\displaystyle \tau } wie oben definiert aufgefasst, Lösungen der KP-Gleichung sind. Sergei Nowikow vermutete, dass dies auch umgekehrt gilt und die Lösungen der KP-Gleichung somit das Schottky-Problem lösen, was von Shiota bewiesen wurde.

## Lösungsverfahren
Die KP-Gleichung kann wie die KdV-Gleichung durch Inverse Streutransformation (IST) gelöst werden. Die IST wandten zuerst Wladimir Sacharow und Alexei Schabat 1974 auf mehr als eine Raumdimension an und zeigten damit die exakte Lösbarkeit der KP-Gleichung. Zuvor hatte Waleri Drjuma im selben Jahr gezeigt, dass die KP-Gleichung eine Formulierung als Lax-Paar erlaubt, was ein Hinweis auf exakte Integrierbarkeit war.
Die KP-Gleichung kann auch mit der direkten Methode von Ryōgo Hirota (1971) gelöst werden, bei der eine Variablentransformation auf die Tau-Funktion {\displaystyle u=2\partial _{xx}\log(\tau )} durchgeführt wird.
Aufbauend auf Arbeiten von Mikio Satō, der 1981 den Raum der Lösungen der KP-Gleichung als unendlich-dimensionale Grassmann-Mannigfaltigkeit beschrieb, erweitert von Graeme Segal und George Wilson 1986, kann  die KP-Gleichung als einfachstes Beispiel einer Hierarchie von nichtlinearen Gleichungen (formuliert mit einer verallgemeinerten Lax-Gleichung) betrachtet werden (KP-Hierarchie).